# Franklin López
 (décembre 2023).
Si vous disposez d'ouvrages ou d'articles de référence ou si vous connaissez des sites web de qualité traitant du thème abordé ici, merci de compléter l'article en donnant les références utiles à sa vérifiabilité et en les liant à la section « Notes et références ».
Franklin López González, né le 16 août 1982 à Jinotepe au Nicaragua, est un footballeur international nicaraguayen, qui évolue au poste de milieu de terrain. 
Il compte 20 sélections et 1 but en équipe nationale depuis 2004. Il joue actuellement pour le club nicaraguayen du Real Estelí.

## Biographie

### Carrière de joueur
Avec le club du Real Estelí, il joue plusieurs matchs en Ligue des champions de la CONCACAF.

### Carrière internationale
Franklin López est convoqué pour la première fois par le sélectionneur national Maurizio Battistini pour un match amical face à Haïti le 29 février 2004 (1-1). Par la suite, le 4 juin 2004, il inscrit son seul but en sélection contre le Costa Rica, lors d'un match amical (défaite 5-1). 
Il participe à la Gold Cup 2009, il joue les trois matchs. Non rappelé depuis la Gold Cup. Le 23 mars 2015, il fait son grand retour en sélection contre l'Anguilla lors d'un match des éliminatoires de la Coupe du monde 2018 (victoire 5-0).
Il dispute une Gold Cup en 2009. Il participe également à trois Coupes UNCAF en 2005, 2007, et 2009.
Il compte 20 sélections et 1 but avec l'équipe du Nicaragua entre 2004. 

## Statistiques

### Buts en sélection
Le tableau suivant liste les résultats de tous les buts inscrits par Franklin López avec l'équipe du Nicaragua.